# Heteragrion ictericum
Heteragrion ictericum là loài chuồn chuồn trong họ Megapodagrionidae. Loài này được Williamson mô tả khoa học đầu tiên năm 1919.